# Astragalus eximius
Astragalus eximius es una especie de planta del género Astragalus, de la familia de las leguminosas, orden Fabales.

## Distribución
Astragalus eximius se distribuye por Kazajistán (Chimkent), Turkmenistán (Chardzhou), Tayikistán (Dushanbe), Uzbekistán (Kashkadarinskaya, Surkhandarinskaya) y Kirguistán (Osh).

## Taxonomía
Fue descrita científicamente por Bunge. Fue publicado en Izv. Imp. Obshch. Lyubit. Estestv. Moskovsk. Univ. 26(2): 244 (1880).
Sinonimia
- Astragalus ourmitanensis Franch.